# The Uplift Mofo Party Plan
The Uplift Mofo Party Plan è il terzo album in studio del gruppo musicale statunitense Red Hot Chili Peppers, pubblicato nel 1987.

## Antefatti
Nei primi mesi del 1986 il gruppo cominciò a lavorare sul terzo album in studio, in cambio di un compenso di 5000 dollari da parte dell'etichetta EMI per la realizzazione di un demo. All'inizio i Red Hot scelsero come produttore l'ex chitarrista dei Public Image Ltd. Keith Levene. L'ex batterista Cliff Martinez dichiarò di non essere più in linea col gruppo, e fu licenziato da Anthony Kiedis e Flea, sostituito di nuovo dal primo batterista Jack Irons.

## Registrazione
Durante il percorso di riabilitazione di Kiedis, il gruppo andò in cerca di un nuovo produttore. L'allora esordiente Michael Beinhorn, reduce da progetti falliti con altre etichette discografiche, entrò in EMI e, su suggerimento dei suoi dirigenti, iniziò a lavorare con i Red Hot Chili Peppers, essendo considerato dall'etichetta "solo lui consapevole del loro discorso musicale". Beinhorn dichiarò "di trovare divertente la loro musica e di essere intento a migliorare i loro arrangiamenti, pur conoscendo i loro pessimi rapporti con EMI, convinta che non sarebbero mai riusciti ad acquisire notorietà." Il gruppo gli propose di collaborare in un club di New Orleans chiamato Tipitina's. Il produttore apprezzò il gruppo, considerandolo originale per l'epoca e poco conformista, e decise di produrre il loro nuovo disco. Kiedis mise a punto con Beinhorn l'idea di registrare l'album in dieci giorni e di scrivere le tracce in fase di registrazione.
L'album fu registrato nello studio B dei Capitol Studios, al piano terra del Capitol Records Building di Hollywood.
Nonostante le dipendenze del cantante, il gruppo riuscì ugualmente a completare la registrazione dell'album. La loro proposta musicale inedita fu resa decisiva dal contributo dello storico batterista. Beinhorn incoraggiò il gruppo ad andare oltre lo stile degli esordi, ma a differenza dei produttori precedenti ne comprese subito le possibilità, e li convinse gradualmente alla loro svolta sonora, confermata dai lavori seguenti. Slovak aiutò Kiedis a registrare nuove parti vocali, da quel momento  diventate costanti. Durante una jam session il chitarrista creò un riff melodico, all'inizio non del tutto accettato. Beinhorn considerò il riff ben fatto e capace di delineare un nuovo stile per il gruppo, da allora non più solo ancorato alle incursioni funk e rap dei lavori precedenti, e convinse Slovak a ricavarne una canzone completa.  Nonostante lo scetticismo iniziale, i componenti del gruppo cominciarono a scrivere nuove parti vocali e strumentali, e crearono il brano "Behind the Sun".

## Descrizione

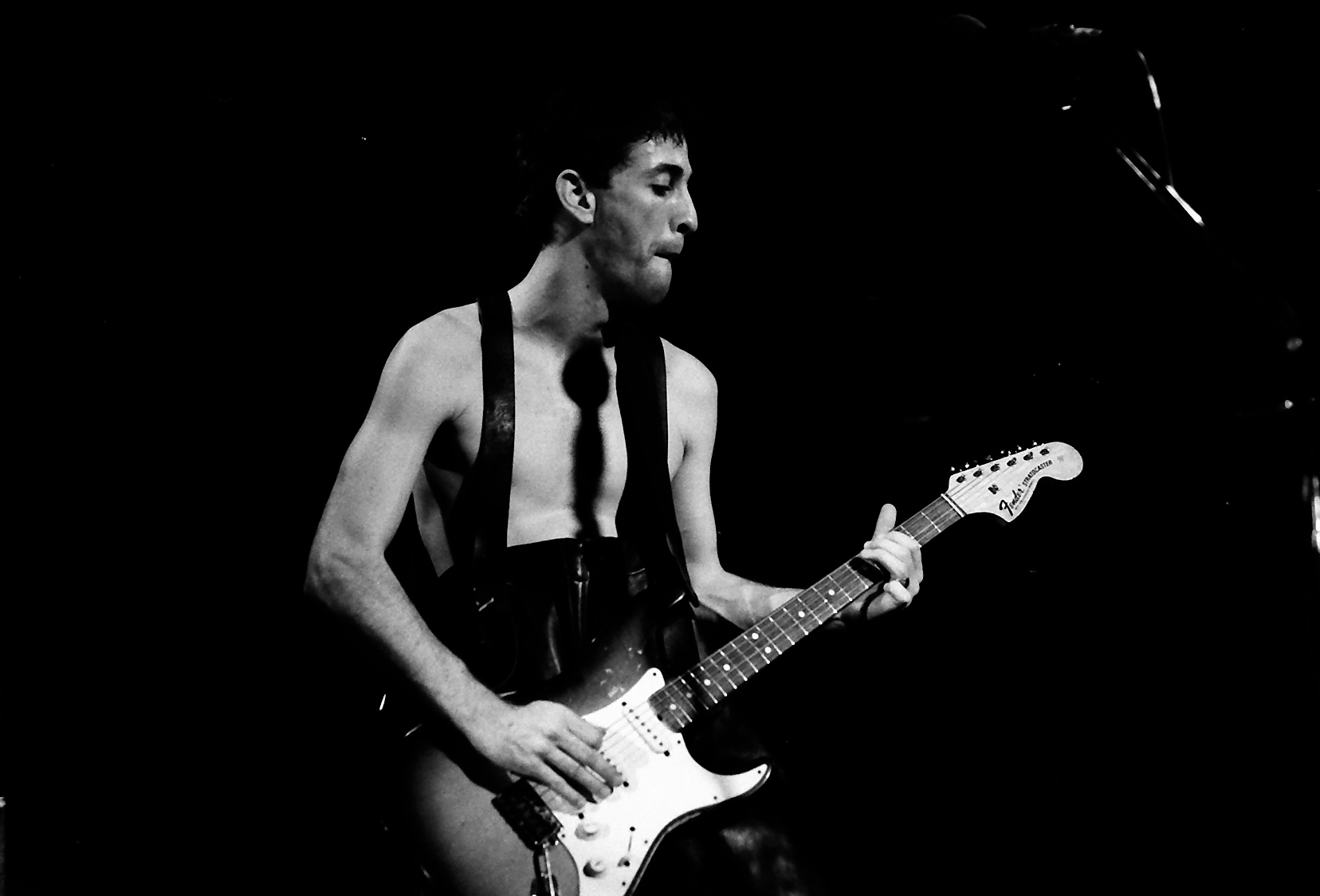
Hillel Slovak

Fu l'ultimo disco pubblicato dalla formazione originaria del gruppo, prima della morte per overdose del chitarrista Hillel Slovak (avvenuta nel 1988) e dell'abbandono del batterista Jack Irons.
The Uplift Mofo Party Plan si caratterizzò sia per elementi rock, rap e funk molto più rilevanti che nei primi album (Me & My Friends, Funky Crime, Backwoods, Skinny Sweaty Man, Organic Anti-Beat Box Band), sia per il passaggio a sonorità melodico-psichedeliche, rappresentate però solo da Behind the Sun e Walkin' on Down the Road. Fight Like a Brave fu in parte ispirata da Walk This Way di Aerosmith e Run DMC (1986), il primo singolo rap rock in ordine di tempo ad entrare nelle classifiche, risultato simile alla contemporanea Fight for Your Right (To Party) dei Beastie Boys. Love Trilogy si distingue per una partenza lenta quasi dub, seguita da un drumming che diventa sempre più veloce e sfociante nel punk col proseguire della canzone, fino a rallentare di nuovo nel finale. Nella lista tracce c'è anche la reinterpretazione di Subterranean Homesick Blues di Bob Dylan.
La volgarità dei testi è qui più accentuata che nei primi dischi. Ciò fu indice di controversie per il comitato PMRC, tanto che quest'ultimo costrinse il gruppo a cambiare in Special Secret Song Inside il titolo della traccia Party on Your Pussy, poi ripristinato nel remaster del 2003 del disco.
The Uplift Mofo Party Plan è stato un primo discreto successo del gruppo, debuttando al numero 148 di Billboard: infatti i primi due album vendettero inizialmente solo 200 000 copie a testa, mentre il terzo ha venduto 50 000 copie nei primi due mesi di vendite, e ad oggi oltre 750.000.

## Pubblicazione e promozione
In origine l'etichetta EMI non volle pubblicare l'album, per via della volgarità del titolo della traccia "Party on Your Pussy", poi rinominata dal gruppo stesso "Special Secret Song Inside". The Uplift Mofo Party Plan fu pubblicato il 29 settembre 1987 e raggiunse la posizione numero 148 della classifica Billboard 200, superando i lavori precedenti in termini di vendite, e permettendo al gruppo di acquisire una prima forma di popolarità vera e propria. L'album entrò per primo nella suddetta classifica Billboard 200, e negli Stati Uniti ricevette un disco d'oro. Il gruppo girò un video per il singolo di lancio "Fight Like a Brave", che però non ottenne grandi risultati nella classifica video di Billboard. La traccia "Behind the Sun" fu pubblicata come singolo solo nel 1992, dopo il successo conseguito dai due lavori successivi, Mother's Milk e Blood Sugar Sex Magik. Il singolo, pubblicato a fine di promozione della raccolta What Hits!?, raggiunse la settima posizione della classifica di canzoni alternative di Billboard.
In seguito alla pubblicazione del terzo album, i Red Hot Chili Peppers acquisirono una notevole schiera di fan nell'area di Los Angeles. Uno di loro fu l'allora adolescente John Frusciante, che poi diventò chitarrista del gruppo dopo la morte di Hillel Slovak. Frusciante dichiarò al riguardo: "Vidi per la prima volta il gruppo dal vivo al Variety Arts Center, e ne restai sorpreso ... Erano in grado già allora di produrre musica potente e geniale, anche grazie all'apporto del chitarrista dell'epoca. Fu per me un'esperienza magica." Frusciante s'ispirò musicalmente a Slovak, e spiegò "di aver imparato tutto da lui su come suonare bene con l'aiuto del bassista Flea, studiando la tecnica di Hillel".

## Accoglienza
Subito dopo la pubblicazione, l'album ricevette critiche miste. Duncan Strauss di Los Angeles Times considerò modestamente l'album, da una parte elogiando la svolta melodica di "Behind the Sun", dall'altra attribuendo alle canzoni "la difficile orecchiabilità in studio." Bill Meredith di AllMusic osservò che "l'energia del gruppo di Los Angeles seppe dare il meglio di sé con le tracce 'Fight Like a Brave' e 'Funky Crime' ... Slovak e Irons furono buoni performer, a differenza dei loro predecessori." Blaine Sayers di Consequence apprezzò il lavoro di Slovak, sostenendo che "il chitarrista era in grado sia di fare buon funk che di competere con le sonorità thrash metal in voga negli anni ottanta." In The Rolling Stone Album Guide nel 2004, Greg Kot ebbe un'impressione minore, scrivendo che si trattava di un miglioramento solo parziale rispetto ai primi due album, ma apprezzando ugualmente l'irriverenza dei testi.

## Tracce
1. Fight Like a Brave – 3:53 (Anthony Kiedis, Flea, Hillel Slovak, Jack Irons)
2. Funky Crime – 3:00 (Anthony Kiedis, Flea, Hillel Slovak, Jack Irons)
3. Me & My Friends – 3:09 (Anthony Kiedis, Flea, Hillel Slovak, Jack Irons)
4. Backwoods – 3:08 (Anthony Kiedis, Flea, Hillel Slovak, Jack Irons)
5. Skinny Sweaty Man – 1:16 (Anthony Kiedis, Flea, Hillel Slovak, Jack Irons)
6. Behind the Sun – 4:40 (Michael Beinhorn, Anthony Kiedis, Flea, Hillel Slovak, Jack Irons)
7. Subterranean Homesick Blues – 2:34 (Bob Dylan)
8. Special Secret Song Inside[16] – 3:16 (Anthony Kiedis, Flea, Hillel Slovak, Jack Irons)
9. No Chump Love Sucker – 2:42 (Anthony Kiedis, Flea, Hillel Slovak, Jack Irons)
10. Walkin' on Down the Road – 3:49 (Cliff Martinez, Anthony Kiedis, Flea, Hillel Slovak, Jack Irons)
11. Love Trilogy – 2:42 (Anthony Kiedis, Flea, Hillel Slovak, Jack Irons)
12. Organic Anti-Beat Box Band – 4:10 (Anthony Kiedis, Flea, Hillel Slovak, Jack Irons)

Tracce bonus nell'edizione rimasterizzata del 2003
1. Behind the Sun (Instrumental Demo) – 2:55 (Michael Beinhorn, Anthony Kiedis, Flea, Hillel Slovak, Jack Irons)
2. Me & My Friends (Instrumental Demo) – 1:55 (Anthony Kiedis, Flea, Hillel Slovak, Jack Irons)

## Formazione
- Anthony Kiedis - voce
- Hillel Slovak - chitarra, sitar (Behind the Sun), talk box, cori
- Flea - basso, cori
- Jack Irons - batteria, cori

## Tour promozionale
Per promuovere l'album, il gruppo intraprese l'Upflit Mofo Party Plan Tour durante il 1987 e il 1988.